# Enrico Millo

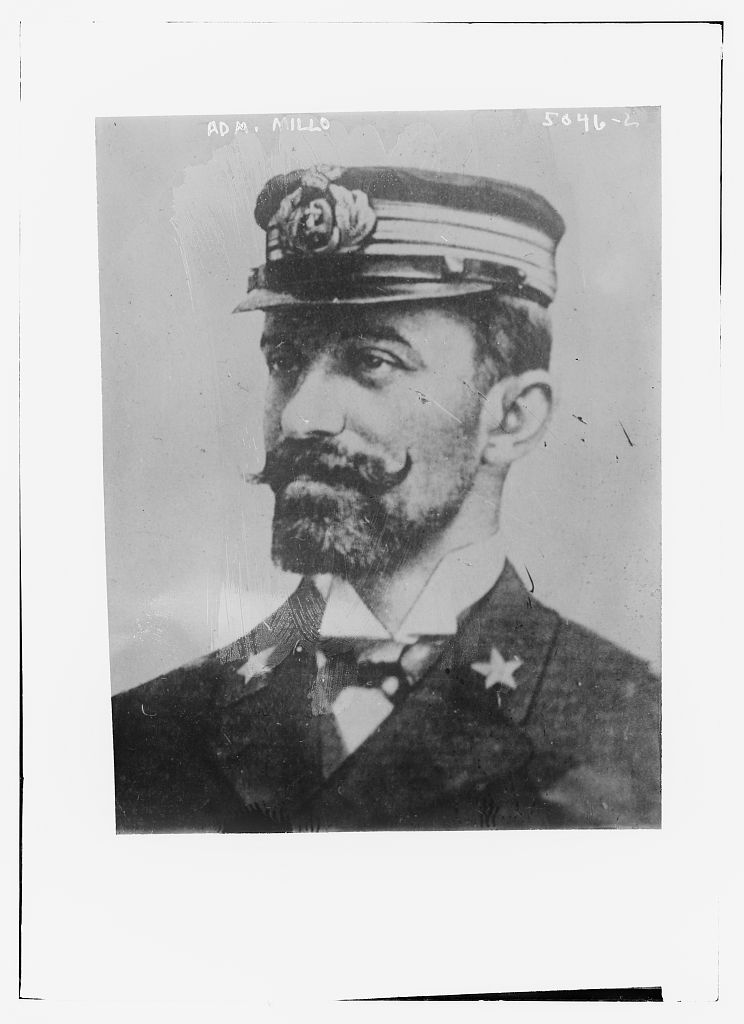
Enrico Millo

Enrico Millo (12 de fevereiro de 1865 - 14 de junho de 1930) foi um almirante e político italiano. Como comandante militar, ele liderou o ataque contra a marinha turca nos Dardanelos, durante a Guerra ítalo-turca.